# HD203993
HD203993 — подвійна зоря. 
Ця подвійна система має видиму зоряну величину в смузі V приблизно 7,8.
Вона розташована на відстані близько 608,5 світлових років від Сонця.

## Подвійна зоря
Головна зоря цієї системи належить до хімічно пекулярних зір й має спектральний клас A1.
В той же час спектральний клас іншої компоненти залишається  ще не визначеним.

## Пекулярний хімічний склад
Зоряна атмосфера HD203993 має підвищений вміст 
Sr
.